# Bitstream Cyberbit

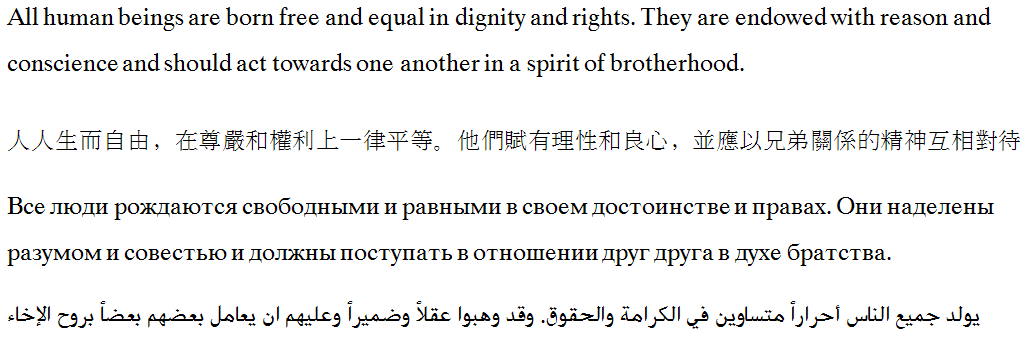
Bitstream Cyberbit 字型範例

Bitstream Cyberbit是Bitstream公司開發的一款支援Unicode的襯線字體。該字體提供給統一碼聯盟成員以便其測試和使用，現不再提供免費下載或零售。字體包含了32,910個字符（v2.0 beta版本）。

## 外部連結
- Bitstream Cyberbit Download & Documentation